# John DiMaggio
John William DiMaggio (North Plainfield, 4 settembre 1968) è un attore e doppiatore statunitense.
È noto per aver prestato la sua voce ai personaggi di Bender in Futurama, Dottor Drakken e Motor Ed in Kim Possible, Marcus Fenix in Gears of War e Gears of War 2, Rico nella serie I pinguini di Madagascar, Wakka e Kimahri Ronso in Final Fantasy X e Jake in Adventure Time.

## Biografia
John DiMaggio è un ex comico, proveniente dal duo Red Johnny and the Round Guy, ed ha ricoperto vari ruoli in diversi film, come Steve Ballmer in I pirati di Silicon Valley (il docudrama della storia tra Apple e Microsoft) e il dottor Sean Underhill in Chicago Hope. Tuttavia, DiMaggio è soprattutto conosciuto come doppiatore di molti personaggi di film e telefilm d'animazione, nonché di videogiochi.

## Filmografia

### Film

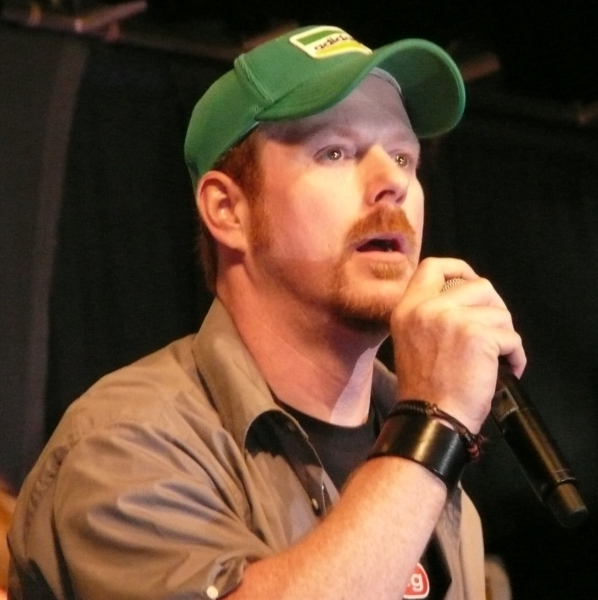
John DiMaggio al San Diego Comic-Con International 2007

- Pom Poko (Heisei tanuki kassen ponpoko), regia di Isao Takahata (1994)
- Princess Mononoke (Mononoke-hime), regia di Hayao Miyazaki (1997)
- Casper's Scare School
- Golgo 13: Queen Bee
- I pirati di Silicon Valley (Pirates of Silicon Valley), regia di Martyn Burke (1999) - film TV
- Animatrix (The Animatrix), regia vari (2003)
- Madagascar, regia di Eric Darnell, Tom McGrath (2005)
- Tom & Jerry: Fast & Furry (Tom and Jerry in The Fast and the Furry) (2005)
- Pinguini di Madagascar in Missione Natale (The Madagascar Penguins in a Christmas Caper), regia di Gary Trousdale (2005)
- Asterix e i vichinghi (Astérix et les Vikings), regia di Stefan Fjeldmark, Jesper Møller (2006)
- TMNT, regia di Kevin Munroe (2007)
- Afro Samurai (2007)
- Superman: Doomsday - Il giorno del giudizio (Superman: Doomsday), regia di Bruce Timm (2007)
- Futurama - Il colpo grosso di Bender (Futurama: Bender's Big Score), regia di Dwayne Carey-Hill (2007)
- Futurama - La bestia con un miliardo di schiene (Futurama: The Beast with a Billion Backs), regia di Peter Avanzino (2008)
- Futurama - Il gioco di Bender (Futurama: Bender's Game), regia di Dwayne Carey-Hill (2008)
- Futurama - Nell'immenso verde profondo (Futurama: Into the Wild Green Yonder), regia di Peter Avanzino (2008)
- Ninja Scroll: The Series
- Wonder Woman, regia di Lauren Montgomery (2009)
- The Haunted World of El Superbeasto, regia di Rob Zombie (2009)
- Batman: Under the Red Hood, regia di Brandon Vietti (2010)
- Transformers 4 - L'era dell'estinzione (Transformers: Age of Extinction), regia di Micheal Bay (2014)
- Transformers - L'ultimo cavaliere (Transformers: The Last Knight), regia di Michael Bay (2017)
- Transformers - Il risveglio (Transformers: Rise of the Beasts), regia di Steven Caple Jr. (2023)
- Super Mario Bros, - Il Film (The Super Mario Bros. Movie), regia di Aaron Horvath e Michael Jelenic (2023)
- Cattivissimo me 4 (Despicable Me 4), regia di Chris Renaud (2024)

### Televisione
- Duck Dodgers: The Crusher, Long John Silver the 23rd, Kilowog, King Great White
- Father of the Pride: The Snout Brothers, Tom the Antelope
- American Dragon: Jake Long: Fu Dog
- El Tigre: El Oso, General Chapuza
- Futurama: Bender, Flexo, Elzar, Randy, Igner
- Star Wars: Clone Wars: Grievous
- Catscratch: Tad e Lunk, due dei Chumpy Chumps
- A scuola con l'imperatore: Mr. Nadaempa
- Ben 10 e Ben 10 - Forza aliena: Vulkanus/Rath
- Le avventure di Jackie Chan: Hak Fu
- Samurai Jack: The Scotsman
- Where My Dogs At?: Dog Catcher
- Kim Possible: Dottor Drakken e Motor Ed
- Teen Titans: Mechanic, Brother Blood
- Justice League Unlimited: Dreamslayer
- Korgoth of Barbaria: Stink, Scrotus
- Aqua Teen Hunger Force: Muscoli di Frullo
- Adventure Time: Jake il cane, Iceclops
- Brandy & Mr. Whiskers: Johnny Branch
- The Spectacular Spider-Man: Flint Marko/Uomo Sabbia, Testa di martello
- Chowder - Scuola di cucina: Shnitzel
- I Simpson: Bender (nell'episodio Future-Drama)
- Zombie College: Zik
- SpongeBob SquarePants: Blackjack SquarePants
- Avatar - La leggenda di Aang: due attori nei ruoli di Iroh e Toph (nell'episodio The Ember Island Players)
- Batman: The Brave and the Bold: Aquaman, Gorilla Grodd, Soldato Tigre
- I pinguini di Madagascar: Rico
- Static Shock: Tarmack
- Phineas and Ferb: Pinhead Pierre (nell'episodio Out of Toon)
- I maghi di Waverly: Scar
- Gravity Falls: Dan il Forzuto
- Kung Fu Panda - Mitiche avventure: Fung il Coccodrillo
- Alexander - Cronache di guerra di Alessandro il Grande (Alexander senki), regia di Yoshinori Kanemori (2000) - serie TV
- Disincanto: Re Zøg
- Inside Job – serie animata, 10 episodi (2021-2022)
- Perry Mason – serie TV, episodi 2x03-2x04-2x05 (2023)
- I Maghi di Waverly - Ritorno a Waverly Place (Wizards Beyond Waverly Place) – serie TV, episodio 1x03 (2024)

### Videogiochi
- Afro Samurai (Brother 2)
- Call of Duty 4: Modern Warfare (Marine Raider).
- Crash: Il dominio sui mutanti (Uka Uka)
- Crash Nitro Kart (Tiny Tiger)
- Crash of the Titans (Uka Uka)
- Hearthstone (Dr. Boom)
- Final Fantasy VII Remake (Heidegger)
- Final Fantasy X and Final Fantasy X-2 (Wakka di Besaid, Kimahri Ronso)
- Final Fantasy XII (Migelo, Gilgamesh)
- Futurama (Bender)
- Gears of War (Marcus Fenix)
- Gears of War 2 (Marcus Fenix) e Franklin
- Halo 3 (Brute Chieftain, Marine)
- Halo 3: ODST (Brute Chieftain)
- Kingdom Hearts II (Jacoby (Undead Pirate B))
- Kingdom Under Fire: Circle of Doom (Regnier)
- MadWorld (Kreese Kreely)
- Marvel: La Grande Alleanza 2 (Fenomeno)
- MultiVersus (Jake)
- Ninja Blade (Michael Wilson)
- Real Heroes: Firefighter (Captain Kotaka)
- Scarface: The World is Yours (Hitman)
- Spider-Man 2 (Rhino)
- Spider-Man: Amici o nemici (Rhino)
- Spider-Man: Shattered Dimensions (Hammerhead)
- Superman Returns (Bizzaro)
- The Simpsons Game (Bender)
- Transformers - La vendetta del caduto (Sideways)
- Valkyria Chronicles (Jann, Gen. Georg von Damon)
- Vampire: The Masquerade - Bloodlines (Smiling Jack)
- X-Men Legends (Fenomeno, General Kincaid)
- X-Men Legends II: L'Era di Apocalisse (Fenomeno)
- Yakuza (Osamu Kashiwagi)

## Vita privata
John DiMaggio è laureato alla Rutgers University. È inoltre un provetto beatboxer, come ha dimostrato sia nell'episodio di Futurama Il quadrifoglio nel ruolo di Noticeably F.A.T. sia nel film Futurama: il colpo grosso di Bender (assieme a Coolio).

## Doppiatori italiani
Nelle versioni in italiano delle opere in cui ha recitato, John DiMaggio è stato doppiato da:
- Emidio La Vella in CSI: NY
- Roberto Draghetti in Bones
- Stefano Alessandroni in Better Call Saul
- Dario Oppido in Perry Mason
- Gianluca Machelli in Blue Bloods

Da doppiatore è sostituito da:
- Pasquale Anselmo in Madagascar, Madagascar 2, Futurama (Agente URL (st. 6-7)), Madagascar 3
- Dario Oppido in Gears of War 1, Gears of War 2, Cattivissimo me 4
- Stefano Albertini in Gears of War 3, Gears of War 4, Gears 5
- Pierluigi Astore in Futurama (Joey Mousepad (st. 2)), La Terra di Mezzo: L'Ombra di Mordor
- Achille D'Aniello in Futurama (Randy Munchnik (ep. 4×09), Agente URL (ep. 5×06)), Futurama - La bestia con un miliardo di schiene (Agente URL)
- Marco De Risi in Futurama (Agente URL (ep. 5×12)), Futurama - Il gioco di Bender (Agente URL)
- Leonardo Gajo in Spider-Man 2, Spider-Man: Amici o nemici
- Luca Bottale in Batman: The Brave and the Bold, Pound Puppies
- Dario Penne in Futurama (Bender (st. 1-6; ep. 7x01-13), Flexo (st. 2-6))[1]
- Paolo Buglioni in Futurama (Bender (ep. 7x14-26)), I Simpson
- Carlo Valli in Futurama (Bender (st. 8+))
- Renato Mori in Futurama (Babbo Natale (st. 5))
- Angelo Nicotra in Futurama (Babbo Natale (st. 6), Sig. Panucci (st. 2-6), Agente URL (ep. 7×01) Yancy Fry Sr. (ep. 3×04))
- Stefano Mondini in Futurama (Babbo Natale (st. 8))
- Claudio Fattoretto in Futurama (Sig. Panucci (st. 1))
- Roberto Draghetti in Futurama (Barbados Slim (st. 5))
- Vittorio De Angelis in Futurama (Elzar (st. 1-7), Evans, John e Jack Jackson)
- Roberto Certomà in Futurama (Igner (st. 2+), Amico umano (ep. 1×03), Chet, bullo al mare)
- Daniele Valenti in Futurama (Agente URL (ep. 2×07; st. 4))
- Wladimiro Grana in Futurama (Agente URL (ep. 2×13, 3×03), Randy Munchnik (ep. 3×16))
- Mario Bombardieri in Futurama (Agente URL (ep. 6×04))
- Ivan Andreani in Futurama (Agente URL (ep. 6×12))
- Alessandro Ballico in Futurama (Agente URL (st. 8-9))
- Roberto Gammino in Futurama (Joey Mousepad (st. 3-5, 7), Randy Munchnik (ep. 7×13-25)))
- Gabriele Lopez in Futurama (Randy Munchnik (ep. 4×16), Joey Mousepad (st. 6))
- Carlo Scipioni in Futurama (Barbados Slim (st. 4))
- Roberto Draghetti in Futurama (Barbados Slim (st. 5))
- Massimo Aresu in Futurama (Barbados Slim (st. 6))
- Roberto Chevalier in Futurama (Yancy Fry Sr. (ep. 4×07))
- Nicola Marcucci in Futurama (Yancy Fry Sr. (st. 6-7))
- Manlio De Angelis in Futurama (Papa Spaziale)
- David Chevalier in Futurama (Non Evans)
- Davide Marzi in Futurama (Randy Munchnik (ep. 1×03))
- Riccardo Rossi in Futurama (Randy Munchnik (ep. 6×25))
- Maurizio Fiorentini in Futurama (Randy Munchnik (ep. 7×13))
- Andrea Pirolli in Futurama (Randy Munchnik (st. 8-9))
- Nanni Baldini in Futurama (Utolino)
- Mino Caprio in Futurama (Alieno centipede)
- Nino Prester in Futurama (Australiano)
- Raffaele Palmieri in Futurama (Amico umano (ep. 5×05))
- Stefano Starna in Futurama (Amico umano (ep. 8×01))
- Ciro Imparato in Crash Nitro Kart
- Ambrogio Colombo in Kim Possible
- Toni Orlandi in Tom & Jerry: Fast & Furry
- Domenico Brioschi in Chowder - Scuola di cucina
- Dante Biagioni in American Dad!
- Antonio Paiola in Crash - Il dominio sui Mutanti
- Gerolamo Alchieri in Batman: Under the Red Hood
- Fabrizio Vidale in Fish Hooks - Vita da pesci
- Bruno Alessandro in Ralph Spaccatutto
- Pietro Ubaldi in Skylanders: Swap Force
- Vladimiro Conti in Teen Titans Go!
- Riccardo Lombardo in Gravity Falls
- Massimo Rossi in Transformers 4 - L'era dell'estinzione
- Walter Rivetti in A casa dei Loud
- Gabriele Trentalance in Skylanders Academy
- Renzo Ferrini in Destiny 2
- Edoardo Nordio in Ben 10 (Phil)
- Giovanni Caravaglio in Ben 10 (Dueperdue)
- Oliviero Dinelli in Ben 10 (Maurice)
- Saverio Indrio in Ben 10 (Zombozo)
- Stefano Thermes in Disincanto
- Stefano Alessandroni in Anfibia (st. 1-2)
- Fabio Gervasi in Anfibia (st. 3)
- Metello Mori in Transformers - L'ultimo Cavaliere
- Claudio Moneta in Inside Job
- Roberto Fidecaro in Ralph spacca internet
- Antonino Saccone in The Boys presenta: Diabolico!
- Alberto Angrisano in MultiVersus, Adventure Time
- Frank Matano in Transformers - Il risveglio
- Alessandro Budroni in Super Mario Bros, - Il Film [2]